# Gundemaro III
Gundemaro III (o Gundomar), hijo del rey Gundebaldo, fue el último rey de los burgundios. Gobernó Burgundia a la muerte de su hermano mayor, Segismundo, desde el 524 hasta el 534.

## Historia
Gundemaro se mantuvo fiel al arrianismo como la mayoría de su pueblo —y a diferencia de su hermano, que se convirtió al catolicismo— y por ello recibió el pleno apoyo de la nobleza burgundia y el ejército, que se mantuvieron leales al arrianismo, e incluso al paganismo. 
Ambos hermanos hicieron frente a la ofensiva de los francos en la guerra de Burgundia (523-524), y ambos fueron derrotados en la batalla por los hijos de Clodoveo I.  Gundemaro huyó y Segismundo fue hecho prisionero por Clodomiro y llevado como rehén, con su familia, a Orleans.
Gundemaro III reunió entonces otro ejército burgundio, se alió con los ostrogodos, sublevó el país contra la dominación franca y recuperó el poder. Las pocas guarniciones francas de Clodomiro fueron masacradas, lo que motivó que éste asesinase a su hermano Segismundo y su familia, tomados como rehenes, y que decidiera emprender una segunda expedición para concluir definitivamente con el reino burgundio. 
Clodomiro marchó en el 524, esta vez con su hermano  Teodorico I, rey de Austrasia. La situación ya no era la misma: Gundemaro al frente de un ejército fiel esperó a los francos, al este de Lyon. En la batalla de Vézeronce, el rey Clodomiro cayó en el combate y después su cabeza fue empalada en una lanza. Pese a ello triunfaron los francos y Gundemaro y parte de su ejército lograron huir. 
Luego intentaron en vano mantener el dominio sobre las tierras de los burgundios, que gracias al apoyo de sus aliados ostrogodos lograron recuperarse y llegar a un acuerdo con Teodorico I, hermano de Clodomiro y el mayor de los hijos de Clodoveo, que le mantuvo en el poder. Sin embargo, los otros hermanos de Clodomiro, Childeberto I y Clotario I, decidieron marchar juntos sobre el pequeño reino burgundio y aplastar a los últimos defensores en la batalla de Autun (532). Tras la muerte de Teodorico, al que sucedió su hijo Teodeberto I, la conquista de la Burgundia fue rápida ante la baja resistencia de los burgundios. Los gobernantes merovingios compartieron el antiguo reino burgundio, que se dividió en 534: 
- Teodeberto, rey de Reims, recibió el norte (Langres, Besançon, Autun, Châlons, Avenches (Aventicum), Windisch (Vindonissa), Martigny (Octodurus);
- Childeberto, rey de París, ganó el centro (Lyon, Mâcon, Vienne, Grenoble y Ginebra y quizás la Tarentaise);
- Clotario, rey de Soissons, probablemente el sur de la Durance.

(Nota: A veces se le considera como Gundemaro II, ya que a su antecesor Gundemaro I no se le considera rey de Burgundia, puesto que los burgundios aún no habían cruzado el Rin ni se habían establecido en Burgundia.)